# Пуховицький район
Пуховицький район — адміністративна одиниця Білорусі, Мінська область.
На території району знаходиться географічний центр Білорусі.

## Адміністративний поділ
У Пуховицькому районі налічується 197 населених пунктів, з них місто Мар'їна Гірка та три селища Правдинський, Свіслоч, Руденськ. Всі села належать до 3-х селищ (Правдинський) і 16-ти сільських рад:
- Руденська селищна рада → Анетове • Березівка • Бір • Варшавка • Васильки • Вороничі • Довгий • Криниця • Острови • Острів • Ріг • Руденськ-2 • Русаковичі • Цитва.
- Свислочівська селищна рада → Дружний • Свислочь.
- Ананичівська сільська рада → Ананичі • Баськи • Дубровка • Капські • Кремені • Підбережжя • Ситники • Слобода • Старий Двір • Хочин.
- Блонська сільська рада → Блонь • Володимирівка • Заріччя • Зірка • Крупка • Любин • Сирітка • Скобрівка.
- Блужівська сільська рада → Берлеж • Блужа • Блужа — селище • Блужа — поселення • Блужський Бір • Боби • Велике Поле • Веселове • Городень • Дем'янівка • Калинівка • Колеюги • Ленінськ • Леонівка • Малинівка • Насицьк • Горішковичі • Плитниця • Піддегтярня • Рудня • Слобідка • Талька • Теребути • Угодино • Чароти • Янівка.
- Голоцька сільська рада → Ваньківщина • Голоцьк • Кодунове • Лисівщина • Моторове • Моторівщина • Піски • Сининки • Труд • Феліціанове • Хозянинки • Зазер'я • Лешниця • Токарня • Яснівка
- Дричинська сільська рада → Біле • Веселе • Вишнівка • Гірки • Граддя • Груд • Дричин • Калинівка • Малинівка • Копєйне (Копійкове) • Коробовичі • Червоний Яр • Морги • Нивки • Низівка • Новий Кут • Пеняки • Піддуб'я • Сетча • Солов'ї • Станіславове • Шиманів Кут • Янково.
- Дубровська сільська рада → Битень • Велень • Виторож • Дубровка • Запериння • Клетишино • Клітне • Люб'ячка • Мельниця • Новий Уборок • Омельне • Пуща • Синча • Спічник • Ягідне.
- Дукорська сільська рада → Благодать • Веселе • Голенберг • Дукора • Жорівка • Червона Нива • Молодневе • Мостова • Побєда • Підлипки • Рябинівка • Станки • Уборки • Енергія.
- Новопольська сільська рада → Бахаровичі • Бельковичі • Войрівка • Гребінь • Дудичі • Замостя • Зарічани • Культура • Новополлє • Осока • Підгаття • Підляддя • Птич • Розпуття • Шабуни • Барбарове • Волосач • Дуброво • Ковалевичі • Кристампілля • Кукига • Лебедине • Малинівка • Пристань • Сергієвичі • Слопищі • Теребель • Будьонівка • Вороб'ївка • Ленінський • Маховка • Озеричино • Товарські • Шелеги • Кухарівка.
- Новосілківська сільська рада → Антонове • Бір • Вендеж • Горілець • Городок • Гряда • Дайнова • Загай • Ковалеве • Купалля • Липники • Липськ • Люти • Лядце • Мар'їне • Михайлове • Новосілки • Озерний • Піщанка • Підвилля • Птичанська • Ржище • Сіножатки • Скриль • Скриль-Слобода • Хотешево • Янка Купала • Ясне.
- Пережирська сільська рада → Забичани • Заболоття • Зазерка • Короваєво • Малинники • Пережир • Рівнопілля • Рибці • Седча • Червоний Шлях • Борова Слобода • Берчуки • Єдлине • Залісся • Новосади • Піски • Погуляйка • Підбір'я • Вузляни • Вушанка
- Пуховицька сільська рада → Болоча • Болочанка • Борова • Великі Луки • Висока Старина • Глушка • Дуковка • Залісся • Затитова Слобода • Затишшя • Зафранцузька Гребля • Червоний Жовтень • Липники • Марковщизна • Міжріччя • Мощенове • Новопілля • Осове • Осовок • Пестун • Підбережжя • Підкосся • Підсобне • Пуховичі • Репище • Рівчак • Розтоки • Снустик • Французька Гребля • Хідра • Ясна Поляна.
- Сутинська сільська рада → Залог П'ятирічки • Кам'янка • Червоне Поселення • Матеєвичі • Сутин • Шелехове.
- Туринська сільська рада → Весела Гірка • Веселий Гай • Жаркове • Зоря • Ізбище • Ілліч • Калініне • Колосівка • Червоний Пахар • Леніно • Нове Життя • Перше Травня • Світлий Бір • Свобода • Смичка • Тешкове • Турин • Уголець • Шкавилівка.
- Шацька сільська рада → Антоново • Березники • Борці • Веркали • Ветеревичі • Ветеревичі 2 • Виїмка • Грибне • Дубове • Єльники • Лучки • Завод • Іллінка • Корниче • Кошелі • Михалове • Ладимир • Медене • Мижилище • Мирна • Протасівщина • Пахар • Погорілець • Піднемонець • Поріччя • Пруцьк • Рудиця • Селецьк • Селище • Слобода • Ямне • Габриїлівка • Заберезці • Задощення • Леоновичі • Старинки • Шацьк.

За часи існування Пуховицького району в його складі було ще кілька сільських рад, які, згодом, були розформовані, а села були приєднані до інших сільських рад. То були:
Рішенням Мінської обласної ради депутатів від 29 червня 2006 року, щодо змін адміністративно-територіального устрою Мінської області, були ліквідовані:
- Сергієвицька сільська рада, а села Барбарове • Волосач • Дуброво • Ковалевичі • Кристампілля • Кукига • Лебедине • Малинівка • Пристань • Сергієвичі • Слопищі • Теребель передані до складу Правдинської селищної ради.
- Горілецька сільська рада, а села Горілець • Липники • Липськ • Птичанська • Ржище • Янка Купала передані до складу Новосілківської селищної ради.

Рішенням Мінської обласної ради депутатів від 28 травня 2013 року, щодо змін адміністративно-територіального устрою Мінської області, були зліквідовані:
- Вузлівська сільська рада → Будьонівка • Вороб'ївка • Ленінський • Маховка • Озеричино • Товарські • Шелеги • Кухарівка • Борова Слобода • Берчуки • Єдлине • Залісся • Новосади • Піски • Погуляйка • Підбір'я • Вузляни • Вушанка
- Правдинська селищна рада → Барбарове • Волосач • Дуброво • Ковалевичі • Кристампілля • Кукига • Лебедине • Малинівка • Правдинський • Пристань • Сергієвичі • Слопищі • Теребель.

## Населення
Результати переписів вказують на скорочення населення району в 1960-і і 1970-і роки, а потім різке відновлення з 1980-х років, але з початку двадцять першого століття швидко скорочується чисельність населення:
| 1959   | 1970   | 1979   | 1989   | 1999   | 2009   |
| ------ | ------ | ------ | ------ | ------ | ------ |
| 76 719 | 75 150 | 72 253 | 77 486 | 77 730 | 69 427 |

Станом на 2009 рік у районі мешкає 69 427 осіб.
| Національність | Кількість людей | Частка,% |
| -------------- | --------------- | -------- |
| білоруси       | 58 775          | 84,66    |
| росіяни        | 7 670           | 11,05    |
| українці       | 1 777           | 2,56     |
| поляки         | 258             | 0,37     |
| євреї          | 28              | 0,04     |